# Зап
Зап (на английски: Zap) е град в щата Северна Дакота, САЩ.

## География
Град Зап се намира в окръг Мърсър на щата Северна Дакота. Има жп гара. Население 215 жители от преброяването през 2006 г.

## История
Градът е основан през 1913 г.

## Население
| \| година \| Население \| \| 2000 \| 231 \| \| 2006 \| 215 \| (2000) - 95,24%- бели американци - 3,90%- индианци - 0,87%- други раси |           |
| година | Население |
| 2000 | 231       |
| 2006 | 215       |